# Saint-Denis-de-l'Hôtel
Saint-Denis-de-l'Hôtel es una población y comuna francesa, situada en la región de Centro, departamento de Loiret, en el distrito de Orléans y cantón de Châteauneuf-sur-Loire.

## Demografía
| 1324 | 1505 | 2116 | 2289 | 2523 | 2621 |
| Para los censos de 1962 a 1999 la población legal corresponde a la población sin duplicidades (Fuente: INSEE [Consultar]) |      |      |      |      |      |